# ARA Buenos Aires (1896)
El ARA Buenos Aires, fue un crucero de la Armada Argentina que sirvió entre los años 1896 y 1932. Fue adquirido a la firma de Sir William Armstrong a un valor de £ 383 000 luego de que la Marina Real británica cediera su derecho de compra a la República Argentina.

## Características
Siguiendo con la tendencia de los diseños de la época, su armamento consistía en una variedad de cañones de diversos calibres, siendo los principales los 2 "Armstrong" de 203 mm.

Con respecto a su blindaje, esta tenía un espesor de 126 mm a la altura de la cubierta y 113 mm en las pantallas de los cañones.

Como todos los buques de ese entonces, se propulsaba a carbón, con sus máquinas "Compound" de 2 hélices que generaban una potencia de 17 000 HP y le permitían alcanzar velocidades de hasta 23/26 nudos. 

Sus depósitos de combustible tenían una capacidad de almacenaje de 1000 toneladas, que le daban una autonomía de 5437 millas. 

## Historial

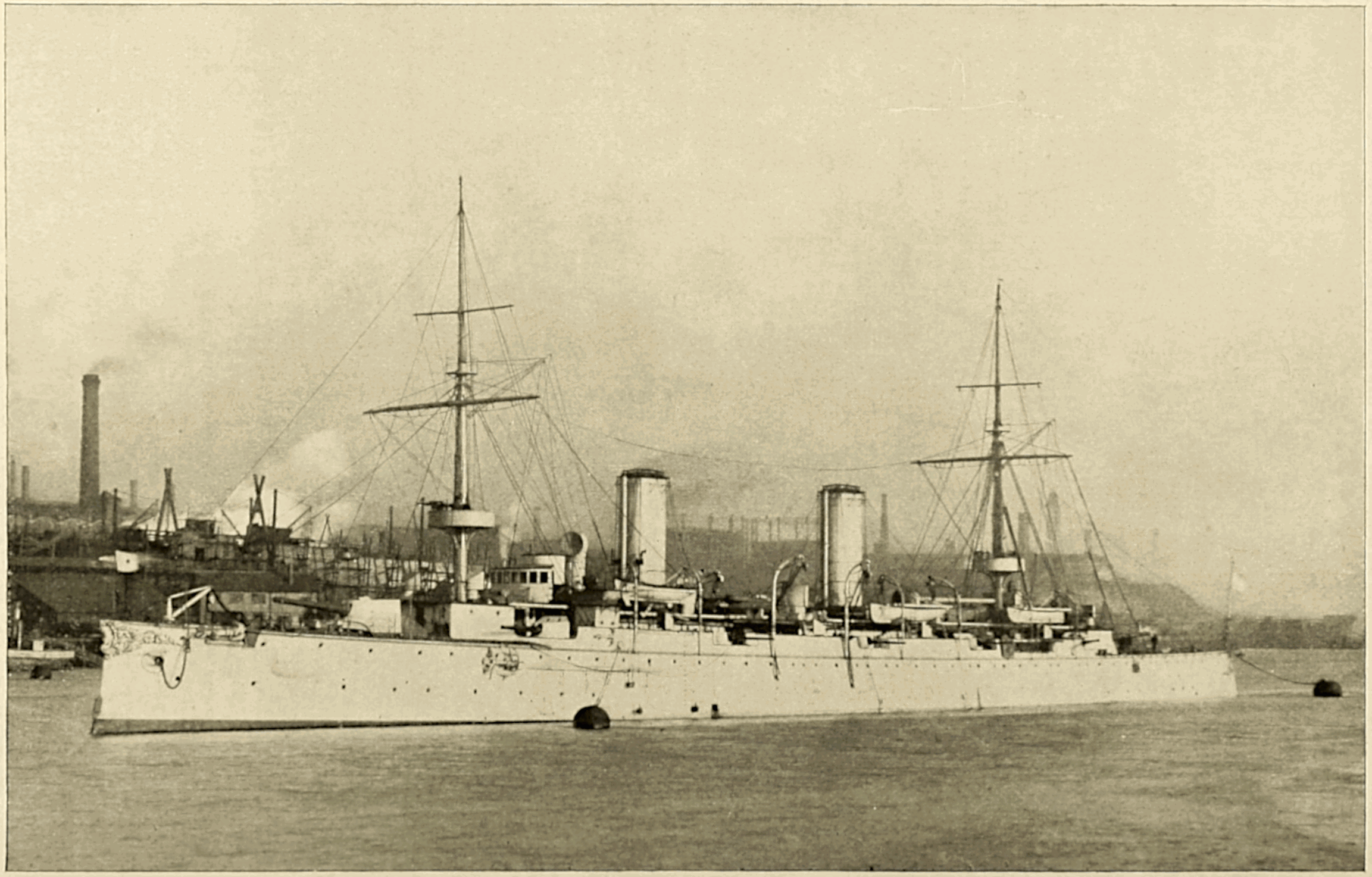
El ARA Buenos Aires en puerto

En oportunidad de su botadura, el 10 de mayo de 1895, la madrina del buque fue la esposa del Comodoro Martín Rivadavia.

Llegó al país el 29 de abril de 1896, comandado por el Capitán Edelmiro Correa, donde posteriormente se la hicieron pruebas de máquinas y de tiro. 

Entre enero y febrero de 1902, participó activamente de las grandes maniobras navales realizadas aquel año. En dichas maniobras funcionó como buque insignia de la "2.ª División de Mar" y, comandado por el Contraalmirante Manuel José García-Mansilla, lideró la escuadra "atacante" del Río de la Plata.

Desde este crucero, inauguró el rey Alfonso XIII el puente con el nombre del monarca en la ciudad de Sevilla, a donde se había trasladado el crucero para retornar a España a los tripulantes del Plus Ultra.
Tuvo una destacada hoja de servicios que culminó en 1932, año en que fue dado de baja.